# Raphael Laux
Raphael Laux (* 22. April 1991) ist ein deutscher Fußballtorhüter. Sein Bruder Marius Laux war ebenfalls Profifußballspieler.

## Karriere
Laux kam aus der eigenen Jugend zunächst in den U 23-Kader des SV Wehen Wiesbaden. In der Saison 2009/10 stieg er mit der U 19 des Vereins in die A-Junioren-Bundesliga auf, inklusive der Aufstiegsspiele gegen den 1. FC Saarbrücken blieb der SVWW die gesamte Saison ungeschlagen. Am 14. März 2010 absolvierte er in der Regionalliga Süd sein Debüt für diese Mannschaft gegen den TSV 1860 München II. In der Regionalliga Süd kam er in der Saison 2010/11 dreimal zum Einsatz. In dieser Saison gab er auch sein Drittliga-Debüt für die erste Mannschaft, als er am 21. November 2010 gegen Hansa Rostock eingewechselt wurde. In der Saison 2011/12 war er Stammhüter der Wiesbadener U-23-Mannschaft und saß zudem dreimal als Ersatztorhüter für die Drittligamannschaft auf der Bank. Nachdem der SVWW 2015 seine U23 vom Spielbetrieb abgemeldet hatte, kehrte Laux zu seinem Heimatverein TuS Dietkirchen zurück. Er bestritt 26 Verbandsliga-Spiele in der Saison 2015/16 und gewann zudem den Kreispokal Limburg-Weilburg. Mit dem TuS Dietkirchen stieg er 2019 in die Oberliga auf.